# Adam Joseph Schmitt

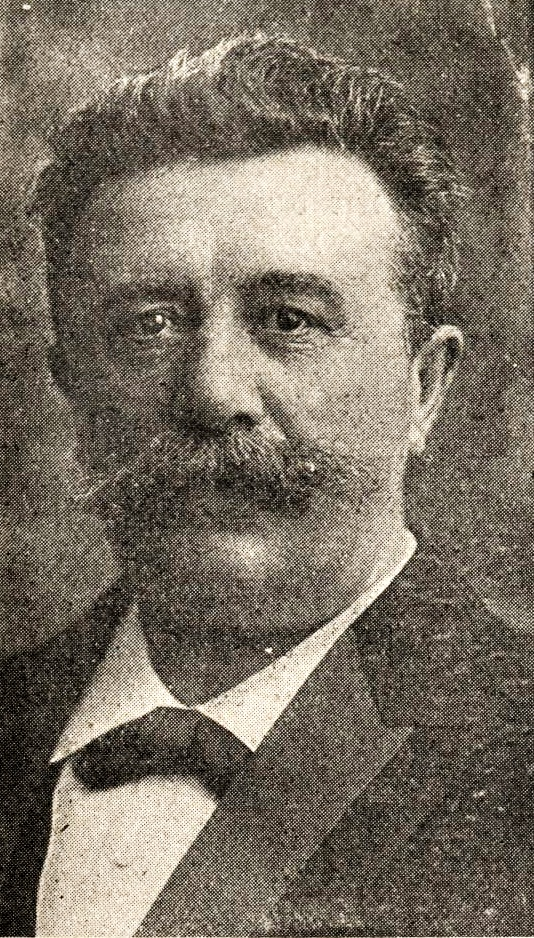
Adam Joseph Schmitt

Dr. Adam Joseph Schmitt

Adam Joseph Johann Schmitt (* 27. Dezember 1855 in Finthen bei Mainz; † 18. November 1928 in Mainz) war ein deutscher Politiker (Zentrumspartei Hessen).

## Leben und Wirken
Adam Joseph Schmitt war der Sohn des Landwirts Philipp Schmitt und dessen Frau Fides geborene Hembes. Adam Joseph Schmitt heiratete Christina Elise Magdalena geborene Gottsleben.
Nach dem Besuch der St. Marienschule und des Gymnasiums in Mainz studierte Schmitt an den Universitäten Straßburg, Leipzig, Tübingen und Gießen. 1879 promovierte er in Jena zum Dr. jur. 1881 ließ Schmitt sich als Rechtsanwalt in Mainz nieder.
1889 wurde Schmitt Mitglied der Stadtverordnetenversammlung der Stadt Mainz. Ein Jahr später wurde er zudem Mitglied des Kreistags und des Kreisausschusses von Mainz. 1893 wurde Schmitt für den Wahlbezirk Rheinhessen 13 bzw. 12/Mainz-Land in die II. Kammer der Landstände des Großherzogtums Hessen gewählt, der er bis nach dem Ersten Weltkrieg angehörte. Als Dritter Präsident gehörte er dem Präsidium der Kammer an. Von 1895 bis 1903 saß Schmitt außerdem noch als Abgeordneter dem Reichstag des Kaiserreiches an. 1903 verlor er in der Stichwahl gegen den Sozialdemokraten Eduard David. Um beide Mandate miteinander vereinen zu können, war Schmitt darauf angewiesen zu pendeln. Während der Sitzungen des Reichstages bewohnte er daher eine Suite im Berliner Central-Hotel. Da Schmitt eine wichtige Rolle bei der Beilegung einer parteiinternen Krise des hessischen Zentrums in den frühen 1890er Jahren spielte, konnte Schmitt sich bei den Reichstagswahlen der Jahre 1896 und 1898 mit Hilfe der liberalen Stimmen seines Wahlkreises durchsetzen, mit der Konsequenz, dass er auch zum Führer der hessischen Zentrumspartei aufstieg – eine Stellung, die er bis in die Nachkriegszeit innehaben sollte.
Von Januar 1919 bis Juni 1920 saß Schmitt als Abgeordneter der Zentrumspartei für den Wahlkreis 34 (Hessen) in der Weimarer Nationalversammlung. Ebenfalls 1919 bis 1920 war er Mitglied des Landtags des Volksstaates Hessen. Sein Nachrücker im Landtag war Georg Zilch.
1912 fungierte Joseph Schmitt als Präsident des Deutschen Katholikentages in Aachen.